# Anna Gadzalanka-Bojarowa
Anna Gadzalanka-Bojarowa (ur. 18 maja 1907 w Woli Gałęzowskiej, zm. w 1995 w Woli Gałęzowskiej) – polska działaczka ruchu ludowego, posłanka do Krajowej Rady Narodowej (1944-1947).

## Życiorys
Ukończyła Państwowe Seminarium dla Nauczycielek Rzemiosł w Warszawie i Państwowe Seminarium dla Nauczycielek Szkół Rolniczych w Sokołówku. Od 1933 pracowała jako nauczycielka i kierowniczka kursów w szkołach rolniczych (w tym wędrownych). W latach 1937–1938 wykładała w Uniwersytecie Ludowym w Nietążkowie. Zasiadała w Zarządzie Wojewódzkim i komisji ds. koleżanek Wielkopolskiego Związku Młodzieży Wiejskiej. Podczas okupacji niemieckiej nauczała w szkole spółdzielczej w Bychawie. Należała do współtwórców Batalionów Chłopskich na Lubelszczyźnie i Wojewódzkiej Rady Narodowej na Lubelszczyźnie (od lutego 1944 - członkini jej Prezydium). Z Adelą Gadzińską redagowała tajne pismo "Rada Narodowa". W sierpniu 1944 brała udział w rozmowach w Moskwie z działaczami Stronnictwa Ludowego z Londynu. 
15 sierpnia 1944 została zgłoszona przez WRN w Lublinie na członkinię Krajowej Rady Narodowej. Tego samego dnia złożyła ślubowanie poselskie. W KRN pełniła funkcje sekretarza Komisji Administracji i Bezpieczeństwa oraz Komisji Zdrowia. Zasiadała także w Komisji Oświatowej oraz Pracy i Opieki Społecznej. W 1945 była delegatką Związku Młodzieży Wiejskiej RP "Wici" na zjazd Światowej Federacji Młodzieży Demokratycznej w Londynie. Zasiadała w Zarządzie Głównym Stronnictwa Ludowego "Wola Ludu" i Tymczasowym Zarządzie Głównym satelickiego wobec PPR Stronnictwa Ludowego. 26 marca 1945 została wybrana do Rady Naczelnej SL. Opowiadała się za połączeniem stronnictwa z Polskim Stronnictwem Ludowym kierowanym przez Stanisława Mikołajczyka. Zawieszona w prawach członkowskich przez prokomunistyczne władze SL w lipcu 1945, wystąpiła z partii 24 września 1945, przechodząc do Polskiego Stronnictwa Ludowego, gdzie była członkiem Rady Naczelnej stronnictwa i członkiem klubu PSL w KRN.
W latach 1945–1947 pracowała jako inspektor oświaty rolniczej w Ministerstwie Rolnictwa, od 1954 do 1962 jako nauczycielka w szkolnictwie specjalnym. Należała do Związku Teatrów Ludowych. 16 maja 1977 była wśród 22 działaczy Klubu Seniorów Ruchu Ludowego przy Zjednoczonym Stronnictwie Ludowym, którzy wystosowali memoriał do Naczelnego Komitetu partii krytykujący projekt przygotowywanej ustawy o ubezpieczeniu emerytalnym rolników. W 1978 została za to wykluczona z ZSL. W 1979 należała do współzałożycieli Ośrodka Myśli Ludowej. W związku z działalnością opozycyjną była poddawana rewizjom i zatrzymaniom przez Służbę Bezpieczeństwa. W śledztwie poprzedzającym proces działaczy Komitetu Obrony Robotników i Komisji Krajowej NSZZ "S" w 1983 (tzw. proces jedenastu) złożyła obszerne zeznania niekorzystne dla oskarżonych. W grudniu 1983 wyróżniona Pamiątkowym Medalem z okazji 40 rocznicy powstania Krajowej Rady Narodowej (1983).
Autorka książki Domowy poradnik kroju bielizny kobiecej i męskiej wydanej przez Ludową Spółdzielnię Wydawniczą w 1965. 

## Odznaczenia
- Order Krzyża Grunwaldu III klasy